# 毛枝木姜叶柯
毛枝木姜叶柯（学名：Lithocarpus litseifolius var. pubescens）为壳斗科柯属下的一个变种。

## 扩展阅读
- 維基物種上的相關：毛枝木姜叶柯